# Canton de Nidwald
 (novembre 2021).
Si vous disposez d'ouvrages ou d'articles de référence ou si vous connaissez des sites web de qualité traitant du thème abordé ici, merci de compléter l'article en donnant les références utiles à sa vérifiabilité et en les liant à la section « Notes et références ».
Le canton de Nidwald (NW, en allemand : Kanton Nidwalden) est l'un des 26 cantons de la Suisse, membre fondateur de la Confédération. Son chef-lieu est Stans.

## Géographie

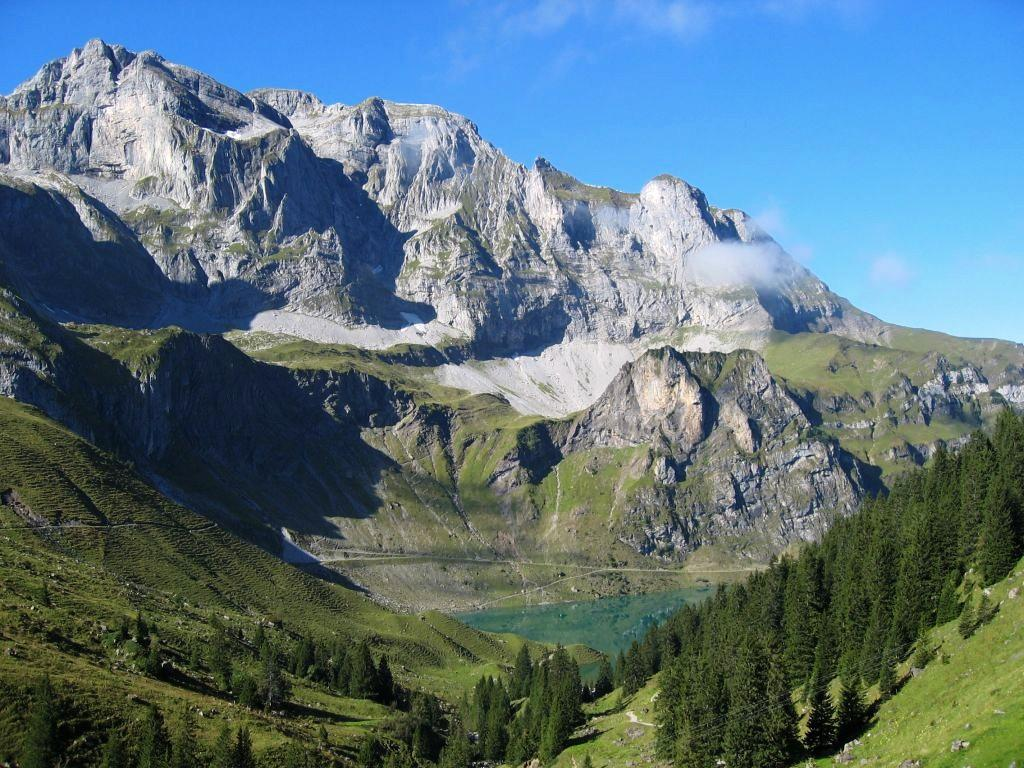
Bannalpsee.

Le canton de Nidwald se trouve au centre de la Suisse. Au nord, le canton est limité par le lac des Quatre-Cantons. Dans les autres directions, il est limité par des chaînes de montagnes. Les cantons voisins sont : au nord le canton de Lucerne et de Schwytz, à l'est le canton d'Uri, au sud les cantons d'Obwald (Engelberg) et Berne et enfin à l'ouest le canton d'Obwald. L'Engelberger forme la vallée principale du canton et se jette dans le lac des Quatre-Cantons. Les deux côtés de la vallée sont bordés par des massifs montagneux tels que le Stanserhorn ou le Buochserhorn.
Nidwald culmine au Rotstöckli, à 2 901 m d'altitude, et son point le plus bas se trouve au bord du lac des Quatre-Cantons, à 434 m d'altitude. Avec 275,9 km2, Nidwald est le cinquième plus petit canton suisse.

## Histoire

### Premières activités humaines
Les premières traces d'activité humaine remontent à l'âge de la pierre polie. Durant l'âge du bronze, le Renggpass à Hergiswil ainsi que la Rotzburg à Ennetmoos sont habités. Plusieurs découvertes à Stansstad et à Stans témoignent d'une colonisation durant le premier millénaire avant Jésus-Christ.

### Colonisation romaine et Moyen Âge
Quelques découvertes archéologiques et les noms de lieux témoignent du passage de l'Empire romain. À partir du XIIe siècle la paysannerie se développe. Durant le Moyen Âge, les premières coopératives agricoles (Ürten) sont créées. De pair, l'influence de ces coopératives augmente et à partir du XIVe siècle, les coopératives se distanceront des structures religieuses. Peu à peu, elles deviendront les communes modernes d'aujourd'hui.

### Les origines du nom de Nidwald et le rôle du nom d'Unterwald
Au bas Moyen Âge, les termes Obwald (au-dessus de la forêt) et Nidwald (au-dessous de la forêt) sont souvent groupés sous le nom d'Unterwald. Après le départ des Habsbourg au XIVe siècle, Nidwald se développe en tant qu'État autonome. Bien que le nom d'Unterwald ait perdu de son importance, Obwald et Nidwald devront accepter le partage d'une seule voix aux diètes fédérales, ce qui n'alla pas sans disputes. C'est seulement à partir de 1798 que chaque partie recevra une voix à part entière.

### Formation de l'État de Nidwald
À partir de 1398, une Landsgemeinde et un conseil apparaissent selon les sources écrites. Durant la Réforme protestante, Nidwald reste, de même que toute la Suisse centrale, catholique et soutient la Contre-Réforme. La population nidwaldienne n'accepte pas l'instauration de la constitution helvétique après la disparition de l'Ancien Régime. Mécontentes de la politique anticatholique suscitée par l'occupant, la population se révolte ; des troupes nidwaldiennes attaquent l'armée française le 9 septembre 1798. Cent Nidwaldiens et autant de Français perdent la vie dans cette bataille. 300 personnes périront dans les pillages et massacres qui s'ensuivront, parmi lesquels une centaine de femmes et vingt-six enfants. Après le départ des troupes françaises Nidwald sera contraint, après intervention de troupes de la confédération, d'accepter le nouveau traité fédéral avec la perte de la vallée d'Engelberg au profit d'Obwald.

## Politique
Contrairement à l'ancienne constitution fédérale, dans laquelle Nidwald était répertorié comme un demi-canton, Nidwald a le statut d'un canton indépendant dans la constitution fédérale du 18 avril 1999.
La Constitution actuelle de Nidwald date du 10 octobre 1965.
En 1996, le canton a voté pour l'abolition de sa Landsgemeinde dans les urnes.
Le pouvoir législatif est le Landrat. Ce dernier compte 60 membres, élus au scrutin proportionnel pour un mandat de quatre ans. Le parti le plus représenté au Landrat est le PLR[Quand ?].
Au niveau fédéral, le canton a un seul député dans chaque conseil : Peter Keller (UDC) au Conseil national depuis 2011 et Hans Wicki (PLR) au Conseil des États depuis 2015.
Le canton est composé de onze communes et n'est pas divisé en districts. Voir aussi les communes du canton de Nidwald.

## Démographie

### Population
Au 31 décembre 2022, le canton de Nidwald compte 44 420 habitants, soit 0,5 % de la population totale de la Suisse. Seuls quatre cantons, Glaris, Obwald, Uri et Appenzell Rhodes-Intérieures, sont moins peuplés. La densité de population atteint 161 hab/km2, légèrement inférieure à la moyenne suisse.
Pour des raisons techniques, il est temporairement impossible d'afficher le graphique qui aurait dû être présenté ici.

### Religion
Les trois quarts des habitants du canton revendiquent l'appartenance au catholicisme romain.
Le tableau suivant détaille la population du canton suivant la religion, en 2000 :
| Religion                       | Population | %      |
| ------------------------------ | ---------- | ------ |
| Catholiques romains            | +28 132,   | +075,6 |
| Protestants                    | +04 431,   | +011,9 |
| Communautés islamiques         | +00812,    | +002,2 |
| Chrétiens orthodoxes           | +00418,    | +001,1 |
| Catholiques chrétiens          | +00017,    | +000,  |
| Communauté de confession juive | +00013,    | +000,  |
| Aucune appartenance            | +02 162,   | +005,8 |
| Autre                          | +01 250,   | +003,4 |
| Total                          | +37 235,   | +100,  |

Note : les intitulés des religions sont ceux donnés par l'Office fédéral de la statistique ; les protestants comprennent les communautés néo-apostoliques et les témoins de Jéhovah ; la catégorie « Autre » inclut les personnes ne se prononçant pas.

## Culture locale

### Emblèmes
Le canton de Nidwald a pour emblèmes un drapeau et un blason.
| Blason | Blasonnement : De gueules à la clé d’argent à double panneton,. |

### Langue
La langue officielle du canton est l'allemand.
Le tableau suivant détaille la langue principale des habitants du canton en 2000 :
| Langue                             | Locuteurs | %      |
| ---------------------------------- | --------- | ------ |
| Allemand                           | +34 458,  | +092,5 |
| Italien                            | +00533,   | +001,4 |
| Langues slaves de l'ex-Yougoslavie | +00487,   | +001,3 |
| Albanais                           | +00361,   | +001,  |
| Portugais                          | +00272,   | +000,7 |
| Français                           | +00229,   | +000,6 |
| Espagnol                           | +00145,   | +000,4 |
| Romanche                           | +00048,   | +000,1 |
| Turc                               | +00016,   | +000,  |
| Autres                             | +00686,   | +001,8 |
| Total                              | +37 235,  | +100,  |